# Parque nacional de Lemmenjoki

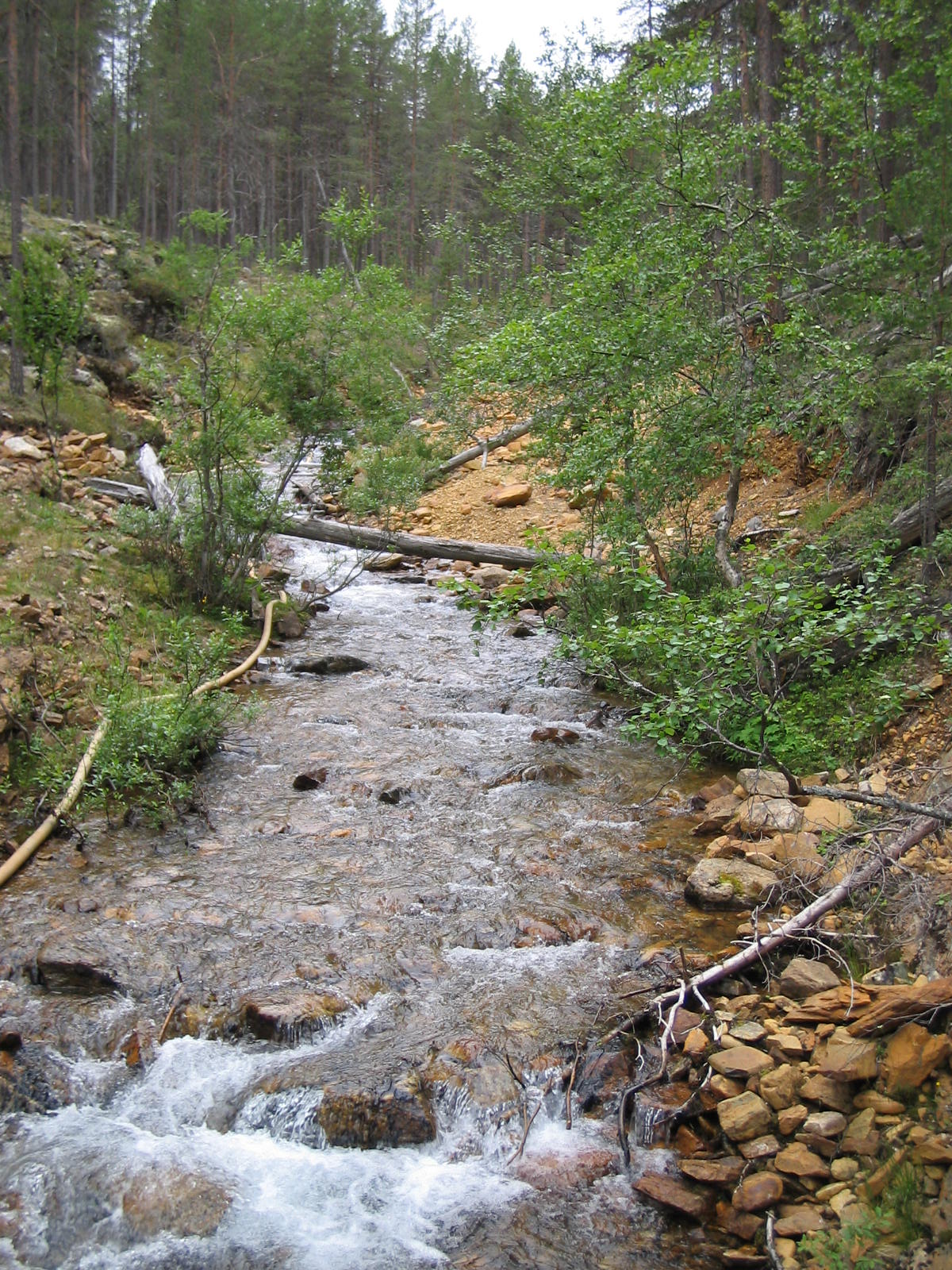
Un riachuelo que desemboca en el río Lemme.

El parque nacional de Lemmenjoki (en finés: Lemmenjoen kansallispuisto,  en sami septentrional: Leammi álbmotmeahcci) está situado en la Laponia, en el norte de Finlandia. fue fundado en 1956 y desde entonces se ha extendido su territorio en dos ocasiones. Su área total es de 2,850 km², convirtiéndolo en el más extenso de los parques nacionales de Finlandia y uno de los más grandes de Europa.
Recibe su nombre (Lemmenjoki) de un río de 80 kilómetros de longitud que lo atraviesa. El parque limita con otro parque nacional, noruego, el parque nacional de Øvre Anarjóhka estando separados por el río que le da nombre, el río Anarjohka, en ese tramo frontera entre Noruega y Finlandia. 

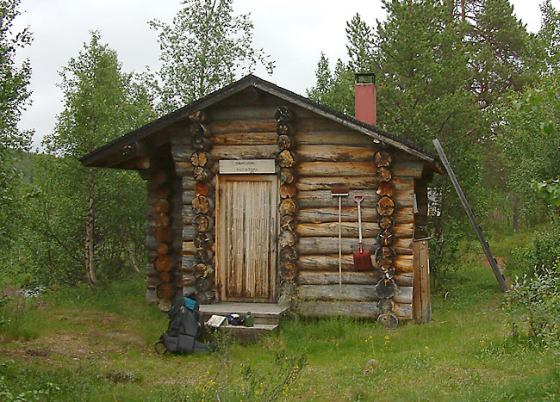
La cabaña Oahujoki en el parque nacional de Lemmenjoki.

Se pueden encontrar alrededor de 100 buscadores de oro en el área durante el verano. La mayoría de los visitantes del parque nacional, alrededor de 10,000 al año, son mochileros. Existen alrededor de 60 km de caminos, y existen algunos puentes y barcos preparados para los visitantes. Se pueden encontrar en los dominios del parque más de diez refugios de naturaleza y otros tres disponibles bajo reserva previa.
La zona en la que se puede extraer oro dispone de dos pequeños aeropuertos: Martiniiskonpalo (467 m) y Keurulainen (sobre los 500 m). Pueden ser utilizados para despegues o aterrizajes con avionetas pequeñas.
El 2 de febrero de 2004, 285.990 hectáreas del parque fueron declaradas sitio Ramsar (n.º 1521).